# 송도초등학교
송도초등학교(松島初等學校)는 대한민국 부산광역시 서구에 있는 공립 초등학교이다.

## 연혁
- 1953년 7월 13일 : 개교